# Wolfgang Zeller
Wolfgang Zeller (12 de septiembre de 1893 - 11 de enero de 1967) fue un compositor alemán notable por sus complejas bandas sonoras.

## Primeros años de vida
Nacido en Biesenrode (ahora parte de Mansfeld), Provincia de Sajonia, Reino de Prusia, Imperio Alemán, Zeller era el hijo de un vicario. Durante su niñez, estudió violín y manifestó una aptitud para la composición. Tras graduarse en el instituto de Potsdam, Zeller continuó sus estudios con el violinista Felix Berger en Múnich, y con el compositor Jean Paul Erter en Berlín. Zeller combatió en la Primera Guerra Mundial. Tras dejar el servicio militar debido a una lesión, trabajó como violinista con la Deutsches Opernhaus. Entre 1921 y 1929 fue violinista y compositor interno de la orquesta Volksbühne de Berlín.

## Carrera filmográfica
Lanzó su carrera cinematográfica con la banda sonora que compuso para Las aventuras del príncipe Achmed. La película animada creada por Lotte Reiniger se estrenó en Berlín en el año 1926. Después compuso en 1929 la banda sonora de Melodie der Welt, dirigida por Walter Ruttmann, la cual fue la primera película sonora alemana de larga duración. Durante el Tercer Reich, Zeller escribió música para películas propagandísticas como  Jud Süß (1940), dirigida por Veit Harlan. Tras la guerra, Zeller continuó trabajando como compositor de películas y compuso para películas antifascistas como Ehe im Schatten (1947). La última composición de Zeller fue para el documental Serengeti darf nicht sterben (1959) de Bernhard Grzimek. 
Wolfgang Zeller murió en Berlín en 1967.

## Filmografía seleccionada
- 1926: Die Abenteuer des Prinzen Achmed
- 1927: Luther
- 1928: Melodie der Welt

- Das Land ohne Frauen (1929)
- 1931: Menschen im Busch
- 1932: Vampyr

- An heiligen Wassern (1932)
- 1932: Die Herrin von Atlantis
- 1933: Insel der Dämonen
- 193?: Ewiger Wald
- 1935: Der alte und der junge König
- 1937: Der Herrscher
- Der zerbrochene Krug (1937)
- Ritt in die Freiheit (1937)
- Les Gens du voyage (1938)
- Du und ich (1938)
- Fahrendes Volk (1938)
- Ziel in den Wolken (1939)
- Robert Koch (1939)
- 1940: Jud Süß
- 1943: Immensee
- 1947: Ehe im Schatten
- 1948: Morituri
- 1950: Die Lüge
- 1953: Rote Rosen, rote Lippen, roter Wein
- 1958: Die Landärztin
- 1959: Serengeti darf nicht sterben